# Под
Под или патос означава доњу површину одређене просторије. Под може бити изграђен од дрвета, метала, бетона или другог материјала. Код зграда са више спратова, под је дно, али и почетак највише тачке просторије испод — плафон.
Термин постављања пода представља процес прекривања пода материјалима као што су тепих, керамичке плочице, ламинат или паркет.
Чишћење пода је једна од главних активности у току сређивања куће. Најстарија метода за чишћење пода која датира још од античких времена је брисање мокром крпом. Касније, појавом усисивача и течних средстава за чишћење са хемијским додацима, методе су се мењале и усавршавале.

## Посебне подне конструкције
Тамо где је специјална подна конструкција, као што је плутајући под, постављена на други под, обе се могу назвати подподовима.
Специјалне подне конструкције се користе за бројне сврхе:
- Балкон, платформа која излази из зида
- Плутајући под, обично за смањење буке или вибрација
- Стаклени под, као у лифтовима са стакленим дном
- Најтингејл под прави буку када упадач хода по њему
- Подигнут под, комуналије испод су лако доступне
- Опружни под, побољшава перформансе и безбедност спортиста и плесача

## Подне облоге
Подна облога је термин који генерално описује било који материјал који се наноси на подну структуру да би се обезбедила површина за ходање. Подна облога је општи назив за трајну или привремену облогу пода, односно за рад на постављању такве подне облоге. Оба термина се користе наизменично, али подна облога се више односи на лабаве материјале.
Материјали који се скоро увек класификују као подне облоге укључују тепихе, простирке и еластичне подове као што су линолеум или винил. Материјали који се обично називају подовима укључују дрвене подове, ламинирано дрво, керамичке плочице, камен, терацо и разне хемијске подне премазе.
На избор материјала за подне облоге утичу фактори као што су цена, издржљивост, изолација буке, удобност и лакоћа чишћења, а понекад и забринутост због алергена. Неке врсте подова не смеју се постављати испод нивоа (ниже од нивоа земље), а ламинат или тврдо дрво треба избегавати тамо где може бити влаге или кондензације.
Подлога се може завршити на такав начин да буде употребљива без икаквих додатних радова. Погледајте:
- Земљани под од ћерпича или глине
- Чврста приземна цементна кошуљица или гранолитна

Бројне посебне карактеристике могу се користити за украшавање пода или обављање корисне услуге. Примери укључују подне медаљоне, који представљају декоративни средишњи део дизајна пода, или решетке које се користе за одвод воде или за уклањање прљавштине са ципела.

## Подна конструкција
Подови се могу градити на гредама или се могу користити структуре као што су префабриковане шупље плоче. Подлога се надовезује на њих и причвршћује се на различите начине посебно за носећу структуру, али ослонац и подлога заједно увек дају снагу пода која се може осетити под ногама. Данас се подови генерално израђују од најмање два слоја шперплоче или композитне плоче отпорне на влагу (класа „АЦ“, са једном обрађеном и брушеном страном), која се заједнички називају подлоге на подним гредама од 2x8, 2x10 или 2x12 (димензиона грађа) углавном распоређених на 16 in (40,6 cm) центарима, у Сједињеним Државама и Канади. Неке компоненте пода које се користе искључиво на бетонским плочама састоје се од гумираног или пластичног слоја са удубљењем, сличног омотачу са мехурићима који обезбеђују мале сићушне стубове за one-half in (12,7 mm) плочасти материјал изнад. Производе се у квадратима величине 2 ft × 2 ft (61 cm × 61 cm), а ивице се уклапају заједно као урезни и утични спој. Као под на гредама, а не на бетону, други слој подлоге се додаје са распоређеним спојевима како би се распоредиле силе, које би иначе отвориле спој под стресом живог оптерећења, као што је особа која хода.
Три слоја су уобичајена само у најквалитетнијим конструкцијама. Два слоја у висококвалитетној конструкцији ће бити дебеле плоче од 3⁄4 in (19,1 mm) (као и трећи када је присутна), али могу имати комбиновану дебљину од само половине тога у јефтинијој конструкцији –  1⁄2 in (12,7 mm) панел прекривен 1⁄4 in (6,4 mm) подном шперплочом. На највишем делу или у одабраним просторијама зграде могу постојати три слоја плоча, а таква чврста подлога је неопходна да би се спречило пуцање великих подних плочица од 9—10 in (22,9—25,4 cm) или више на страни. Конструкција испод таквог пода често ће такође имати додатно „учвршћивање“ и „блокирање“ греда за греду са циљем да се распореди тежина како би се што мање савијала на било којој греди када постоји живо оптерећење на поду изнад.
У Европи и Северној Америци само неколико ретких спратова нема засебну подну облогу на врху, а то је обично због привременог стања до продаје или усељења; у новоградњи полу-по мери и неким тржиштима за изнајмљивање, такви подови су обезбеђени за купца или закупца новог дома да би изабрали своје жељене подне облоге, обично тепих од зида до зида или једноделну винилну подну облогу. Завршни подови обложени дрветом (тврдо дрво) и плочицама генерално захтевају чвршћу подлогу високог квалитета, посебно за каснију класу. Пошто зидна основа и подна облога међусобно делују формирајући спој, такви касније додати полуприлагођени подови генерално неће бити од тврдог дрвета, јер би та спојна конструкција била у погрешном редоследу осим ако је облога основе зида такође била одложена до избора.
Подподна облога такође може да обезбеди подно грејање и ако се не користи подно грејање, сигурно ће доћи до отвора који ће бити пробијени за канале за принудни ваздух и за грејање и за климатизацију, или отвора за транспортне цеви за принудну топлу воду или парно грејање које транспортују топлоту из пећи до измењивача топлоте у локалној просторији (радијатора).
Неки подови су уметнути испод горњег површинског нивоа греда околног пода, а такви подови и греда нормалне висине су спојени како би се направила кутија од шперплоче која је обликована и која садржи најмање two in (5 cm) бетона (под од блата у грађевинарском говору). Алтернативно, само благо уметнути под прекривен влакнастом мрежом и бетонским композитним подним облогама се користи за мање подове од висококвалитетних плочица; ови „бетонски” подови имају добру термичку усклађеност са керамичким плочицама и стога су популарни међу грађевинарима који граде кухиња, вешерај, а посебно заједничка и луксузна купатила и сваку другу просторију у којој ће се као завршни под користити велике површине добро подржаних керамичких плочица. Подови који користе мале ((4,5 in (11,4 cm) и мање) керамичке плочице углавном користе само додатни 1⁄4 in (6,4 mm) слој шперплоче (ако постоји), заменске материјале за лепљење и подлогу који омогућавају флексибилне спојеве и полуфлексибилне монтажне масе и тако су дизајнирани да издрже веће савијање које велике плочице не могу толерисати без ломљења.

## Чишћење подова
Чишћење подова је главно занимање широм света и од давнина. Чишћење је неопходно за хигијену, за спречавање повреда услед клизања и за уклањање прљавштине. Подови се такође третирају како би заштитили или улепшали површину. Исправан метод чишћења једне врсте пода често може оштетити други, те је важно користити исправан третман.